# Șirnea
Șirnea est un village roumain, situé dans la commune de Fundata, en Transylvanie.

## Situation géographique
Le village de Șirnea se trouve à environ 10 km au sud-ouest de Bran et 35 km de Brașov. Il est situé dans l'extrême sud-est de la Transylvanie, entre les monts Piatra Craiului (Pierre du prince) et les Monts Bucegi. Il jouxte le village de Ciocanu, du département d'Arges.

## Histoire
Șirnea serait peuplé depuis le XVIIe siècle. Le premier document écrit mentionnant Șirnea date de 1729. Il s'agissait d'un village de paysans et de bergers.
Șirnea a appartenu au Royaume de Hongrie, à la Transylvanie puis à l'Empire austro-hongrois. À la fin de la première guerre mondiale, les territoires austro-hongrois et russes peuplés de roumanophones (Transylvanie, Bucovine, Moldavie orientale dite Bessarabie) élisent des députés, proclament leur indépendance puis leur union à la Roumanie, qui avait combattu au côté des Alliés.

## Population
Depuis les premiers recensements, il est démontré que la commune est habitée presque exclusivement par des roumains. En 1850, Șirnea comptait 853 habitants, tous roumains. Depuis l'apogée en 1941 (1 141 habitants), la population du village diminue. 349 personnes habitaient Șirnea en 2002.